# Лаймен (Небраска)
Лаймен (англ. Lyman) — селище (англ. village) в США, в окрузі Скоттс-Блафф штату Небраска. Населення — 259 осіб (2020).

## Географія
Лаймен розташований за координатами 41°55′4″ пн. ш. 104°2′15″ зх. д. / 41.91778° пн. ш. 104.03750° зх. д. (41.917640, -104.037367).  За даними Бюро перепису населення США в 2010 році селище мало площу 1,02 км², уся площа — суходіл.

## Демографія
Згідно з переписом 2010 року, у селищі мешкала 341 особа в 137 домогосподарствах у складі 90 родин. Густота населення становила 333 особи/км².  Було 165 помешкань (161/км²).
Расовий склад населення:
| - 78,0 % — білих - 0,3 % — азіатів - 21,4 % — осіб інших рас |

До двох чи більше рас належало 0,3 %. Частка іспаномовних становила 41,3 % від усіх жителів.
За віковим діапазоном населення розподілялося таким чином: 28,4 % — особи молодші 18 років, 55,2 % — особи у віці 18—64 років, 16,4 % — особи у віці 65 років та старші. Медіана віку мешканця становила 38,5 року. На 100 осіб жіночої статі у селищі припадало 103,0 чоловіків;  на 100 жінок у віці від 18 років та старших — 96,8 чоловіків також старших 18 років.
Середній дохід на одне домашнє господарство  становив 46 919 доларів США (медіана — 43 750), а середній дохід на одну сім'ю — 48 769 доларів (медіана — 50 139). За межею бідності перебувало 32,3 % осіб, у тому числі 38,8 % дітей у віці до 18 років та 16,3 % осіб у віці 65 років та старших.
Цивільне працевлаштоване населення становило 182 особи. Основні галузі зайнятості: транспорт — 26,4 %, освіта, охорона здоров'я та соціальна допомога — 18,1 %, виробництво — 15,4 %, публічна адміністрація — 14,8 %.